# Boris Țucherblat
Boris Țucherblat (n. 24 iulie 1939, Hmelnițki, Ucraina) este un fizician moldovean, specialist în chimia cuantică și fizica corpului solid, care în 1995 a fost ales ca membru corespondent al Academiei de Științe a Moldovei. de origine evreiasca. Discipol al profesorului Iurie Perlin . Fost membru ULCT în anii 1951-1965.